# 平和公園 (名古屋市)
35°10′13″N 136°58′46″E / 35.17028°N 136.97944°E

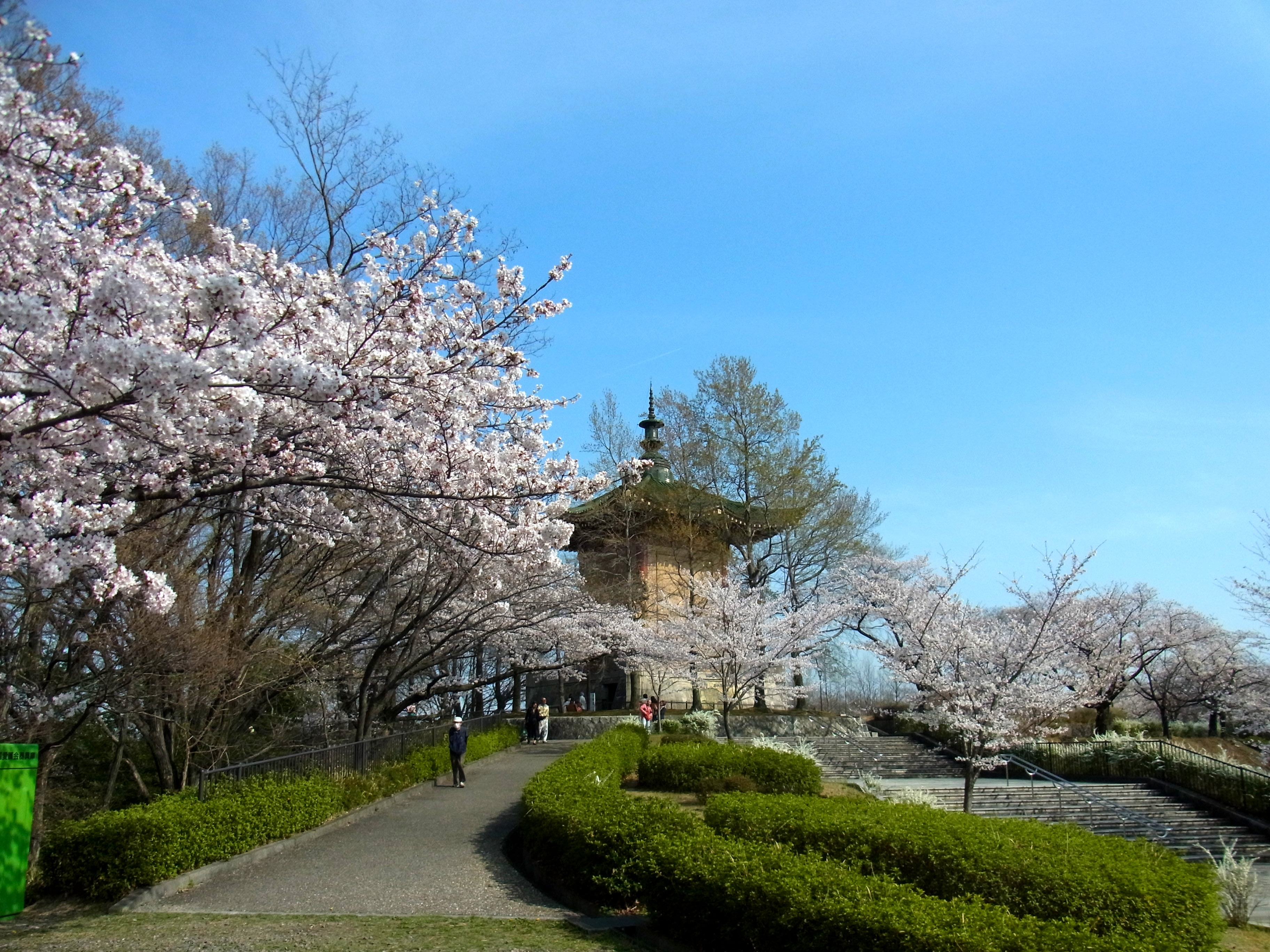
平和公園

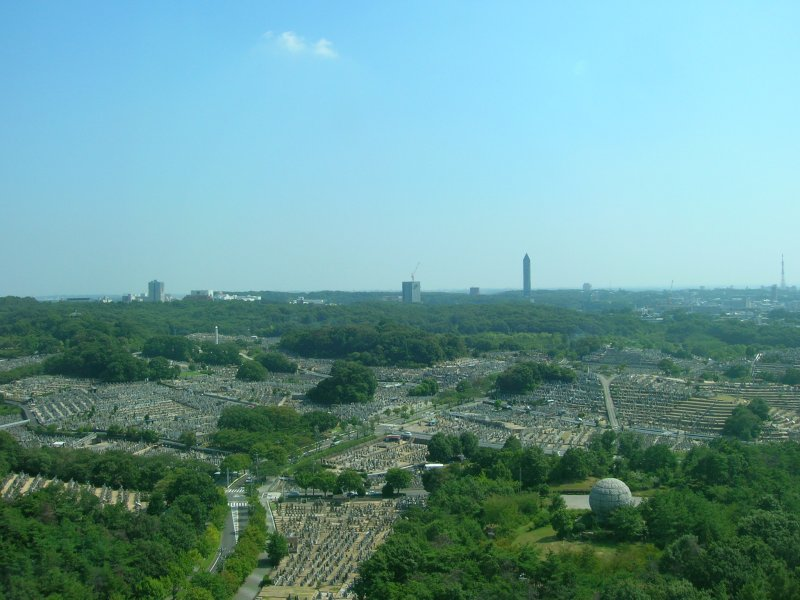
平和公園水塔的风景

平和公園（Heiwa Park）是一座位於日本名古屋市千種區的墓地公園，面積約150公頃。該公園是在春季的賞花期間吸引了很多遊客來參觀的。

## 交通方式
乘客可以從名古屋市營地下鐵名城線自由丘站或東山線東山公園車站下車後徒步數分鐘直到此公園。